# Fókusz (horvátországi politikai párt)
A Fókusz (horvátul: Fokus) egy kis politikai párt Horvátországban, melyet Zágráb megyei független politikusok és vállalkozók alapítottak.

## Története
A párt első elnöke Davor Nađi, Sveta Nedelja akkori alpolgármestere (korábban a Horvát Néppárt – Liberális Demokraták, HNS–LD tagja). A párt elnökhelyettesnek Ivan Gulamot, Pirovac polgármesterét (korábban HNS–LD) és Dario Vrbaslijat, a szalatnoki városi tanács elnökét választotta meg (helyben függetlenként indult, előtte a Horvát Demokratikus Közösség, a HDZ tagja volt). A Fókusz először a 2020-as horvát parlamenti választásokon vett részt a Dalija Orešković vezette SIP-pel és a Pametnóval koalícióban. A szövetség összesen három, pártonként egy-egy mandátumot szerzett a Száborban. A Fókusz listáról megválasztott jelölt Dario Zurovec, Sveta Nedjelja polgármestere volt. 2020 decemberében székét Davor Nađi pártvezér foglalta el, aki helyettes képviselőként működött. A párt részt vett a 2021-es horvát helyhatósági választásokon is, és az első fordulóban megnyerte Sveta Nedelja, Pirovac és Križ polgármesteri tisztét.

## Programja
A párt programjának alapvető célkitűzései:
- Alacsonyabb adók (példaként az Észtországban alkalmazott modellel) és szabályozási terhek.
- A hatékonyság, az átláthatóság és a digitális átalakulás bevezetésével kevesebb alkalmazott a kormányzatban.
- Az éghajlatváltozáshoz való alkalmazkodás, az innováción és az infrastrukturális beruházásokon alapuló zöld gazdaság koncepcióján keresztül.

## Választási eredmények
| Választás | Szavazatok száma | Szavazatok aránya | Mandátumok száma | Parlamenti szerepe |
| --------- | ---------------- | ----------------- | ---------------- | ------------------ |
| 20201     | 66399            | 3,98%             | 3                | ellenzék           |

1 a SIP-Pametno Koalíció eredménye

## Külső hivatkozások
- Hivatalos honlap